# Tommi Rinne
Tommi Rinne (21 de enero de 1925 – 10 de junio de 1999) fue un actor y director de nacionalidad finlandesa.

## Biografía

### Carrera
Su nombre completo era Tommi Jalmari Rinne, y nació en Oulu, Finlandia, siendo sus padres los actores Jalmari Rinne y Anni Aitto. Fueron hermanos suyos Taneli y Tiina Rinne, también actores. La carrera artística de Tommi Rinne se inició en 1947 actuando en el Teatro de Pori (Porin Teatteri). En 1949 pasó al Hämeenlinnan Työväenteatteri, y en 1950 al Lahden kaupunginteatteri, en Lahti. En 1951 Rinne ocupó el puesto de subdirector del Joensuun kaupunginteatteri, en Joensuu, aunque tras una temporada fue a trabajar a Helsinki, al Helsingin Kansanteatteri-Työväenteatteri.
Su primer gran papel cinematográfico llegó en 1955 con Kiinni on ja pysyy, película de la serie Pekka ja Pätkä, trabajando Rinne en un total de seis producciones de la misma.
Aunque continuó rodando a buen ritmo, su siguiente papel de relevancia no llegó hasta 1958 con la farsa militar de Aarne Tarkas Sotapojan heilat. Fue realmente su primer gran papel de comedia. Tarkas quedó satisfecho con la actuación de Rinne, por lo que éste pasó a ser uno de sus actores de confianza. En 1959, y bajo la dirección de Tarkas, actuó en las comedias Ei ruumiita makuuhuoneeseen y Vatsa sisään, rinta ulos, y en 1960 en Opettajatar seikkailee. Otras cintas dirigidas por Tarkas fueron Isaskar Keturin ihmeelliset seikkailut (1960), Minkkiturkki (1961), Oksat pois… (1961) y Älä nuolase… (1962), película en la que actuó junto a Leo Jokela.
Debido a la huelga de actores iniciada en 1963, la producción de películas se detuvo casi completamente durante dos años. Rinne decidió dedicarse a la producción, y en el verano de 1963 rodó una cinta con actores ajenos al sindicato, Villin Pohjolan salattu laakso, siendo Tarkas de nuevo el director. Sin embargo, la película no tuvo éxito de taquilla y motivó que Rinne no volviera a las tareas de producción. Tras este fracaso, Rinne ya trabajó poco para la gran pantalla.
En 1964 Rinne se incorporó al Intimiteatteri de Helsinki, siendo su director entre 1969 y 1975. Entre las obras representadas durante su período figuran Viisi vekkulia, Viktorian husaarit, Lily Piper yllättää, Tasapeli y Tyttö sopassa. Posteriormente trabajó en la radio y la televisión, y desde 1983 se ocupó en el Kansallisteatteriin. Ese año actuó en la cinta de Spede Pasanen Uuno Turhapuron muisti palailee pätkittäin, y diez años más tarde en la secuela Uuno Turhapuron poika. En 1993 Rinne se retiró del  Kansallisteatteriin, pero en esa década actuó en producciones televisivas como Tapulikylä, Ihmeidentekijät y Isänmaan toivot.

### Vida privada
Rinne se casó tres veces. Su primera esposa fue la actriz Aili Montonen, con la que se casó en 1948, divorciándose en 1964. Tuvieron cuatro hijos: Eeva (1949-2004), Mervi (1952), Tarja Rinne (1952) y Matti (1956).
Arja Laine fue su segunda esposa, y tuvo con ella dos hijos: Tuomas (1965) y la cantante Annimaria Rinne (1973). Se casaron en 1964 y se divorciaron en 1978. 
Se casó por tercera vez en 1981, esta vez con Leena Kaittovuori, permaneciendo ambos juntos hasta la muerte de Tommi Rinne. Tuvieron dos hijas: Mari-Johanna (1989) y Laura-Elina (1991).
Tommi Rinne falleció en un hospital de Helsinki tras una grave enfermedad en junio de 1999, a los 74 años de edad. Fue enterrado en el Cementerio de la Iglesia de Espoo.

## Filmografía
- 1946 : Nuoruus sumussa
- 1947 : Pikku-Matti maailmalla
- 1953 : Varsovan laulu
- 1953 : Me tulemme taas
- 1953 : Sillankorvan emäntä
- 1953 : Senni ja Savon sulttaani
- 1954 : Laivan kannella
- 1955 : Kiinni on ja pysyy
- 1955 : Kukonlaulusta kukonlauluun
- 1956 : Silja – nuorena nukkunut
- 1956 : Rintamalotta
- 1956 : Muuan sulhasmies
- 1957 : Vääpelin kauhu
- 1957 : Syntipukki
- 1957 : Vihdoinkin hääyö
- 1957 : Niskavuori taistelee
- 1957 : Pekka ja Pätkä sammakkomiehinä
- 1958 : Paksunahka
- 1958 : Pekka ja Pätkä Suezilla
- 1958 : Murheenkryynin poika
- 1958 : Sotapojan heilat
- 1958 : Pekka ja Pätkä miljonääreinä
- 1958 : Tirlittan
- 1958 : Sven Tuuva
- 1959 : Ei ruumiita makuuhuoneeseen
- 1959 : Vatsa sisään, rinta ulos
- 1959 : Pekka ja Pätkä mestarimaalareina
- 1960 : Oho, sanoi Eemeli
- 1960 : Isaskar Keturin ihmeelliset seikkailut
- 1960 : Pekka ja Pätkä neekereinä
- 1960 : Kaks' tavallista Lahtista
- 1960 : Iskelmäkaruselli pyörii
- 1960 : Kankkulan kaivolla
- 1960 : Opettajatar seikkailee
- 1961 : Tähtisumua
- 1961 : Minkkiturkki
- 1961 : Tulipunainen kyyhkynen
- 1961 : Oksat pois...
- 1962 : Älä nuolase...
- 1963 : Villin Pohjolan salattu laakso
- 1963 : Jengi
- 1968 : Vain neljä kertaa
- 1983 : Uuno Turhapuron muisti palailee pätkittäin
- 1993 : Uuno Turhapuron poika
- 1997 : Palkkasoturi

## Actor de voz
- 1993 : Rex, un dinosaurio en Nueva York
- 1994 : Érase una vez... los inventores
- 1995 : Pocahontas